# Adele Crepaz
Adele (Adelheid) Crepaz (* 24. Oktober 1849 als Adelheid Zarda in Brünn; † nach 1923) war eine österreichische Publizistin und Frauenrechtlerin.

## Leben und Werk
Adele Crepaz, Tochter eines höheren kaiserlich-königlich Staatsbeamten, verheiratet seit 1874 mit dem  Hof- und Gerichtsadvokaten Giacomo Crepaz (1838–1900), schrieb Gedichte, pädagogische Novellen, Dramen, Studien und Aphorismen, übersetzte aus dem Französischen, Englischen und Italienischen und war Mitarbeiterin in- und ausländischer Blätter für Lyrik, Studien, Novellen und Pädagogik wie Neue Illustrierte Zeitung, Wiener Allgemeine Zeitung, An der Schönen Blauen Donau, Wiener Hausfrauen-Zeitung, Bazar oder Schweizerisches Familienjournal.
Crepaz begann erst nach dem Tod ihrer beiden Kinder, ihre Werke zu veröffentlichen (die erste Novelle Ein Kindeswort erschien 1884 in der Heimat). Besonderes Aufsehen erregte ihre 1892 veröffentlichte Broschüre Die Gefahren der Frauen-Emancipation, die auch in englischer Übersetzung in London und New York erschien.
1901 wurde ihr das Wiener Heimatrecht verliehen.

## Auszeichnungen
- Diplom und Medaille 1893 bei der Weltausstellung in Chicago.
- Diplom bei der Frauenerwerbausstellung in Wien 1900.

## Veröffentlichungen
- Mutterschaft und Mütter. Kulturgeschichtliche Studien. Wigand, Leipzig 1905 (Signatur der ÖNB: 711.983-B)
- Nora: Die Gefahren der Frauenemancipation: ein Beitrag zur Frauenfrage. In: Der Lehrerinnen-Wart (4. Jg., Nr. 6), Verlag Carl Reipner, Leipzig 1892
- The Emancipation of Women and its probable consequences. Swan Sonnenschein, London, und Charles Scribner' Sons, New-York 1893